# Stars for Life
Stars for Life was een Vlaams televisieprogramma uit 2013 van de televisiezender Eén.
De winnaar van het programma, Bert Verbeke, mocht de Song for Life zingen, een lied van Regi Penxten en Koen Buyse voor de Music For Life-actie van Studio Brussel. De jury van het programma bestond uit Kris Wauters en Els Pynoo, elke show aangevuld met een gastjurylid.
Iedere artiest zong ook voor een goed doel.

## Liveshows

### Liveshow 1: 8 december
| Artiest         | Lieden                                             |
| --------------- | -------------------------------------------------- |
| Mathias Vergels | The fear The lazy song                             |
| Sofie Dumont    | People help the people Il jouaient de piano debout |
| Gunther Lamoot  | Aan het strand van Oostende People are strange     |

### Liveshow 2: 9 december
| Artiest             | Lieden                                                |
| ------------------- | ----------------------------------------------------- |
| Lesley-Ann Poppe    | Lieve kleine piranha These boots are made for walking |
| Tim Van Steenbergen | Friday I'm in love No sound but the wind              |
| Sien Wynants        | Burn Samson                                           |

### Liveshow 3: 10 december
| Artiest           | Lieden                    |
| ----------------- | ------------------------- |
| Hanne Troonbeeckx | Walk on water Diep in mij |
| Wouter Van Besien | Arme Joe Paint it black   |
| Bert Verbeke      | Get lucky The scientist   |

### Liveshow 4: 11 december
| Artiest           | Lieden                                      |
| ----------------- | ------------------------------------------- |
| Ben Roelants      | Easy Wake me up                             |
| Nasrien Cnops     | Cups You give love a bad name               |
| Veerle Malschaert | Dans les yeux de ma mère One way or another |

### Liveshow 5: 12 december
| Artiest           | Lieden                     |
| ----------------- | -------------------------- |
| Ben Roelants      | Lonely boy Lego house      |
| Hanne Troonbeeckx | Someone like you Telephone |
| Gunther Lamoot    | Irene Ring of fire         |

### Liveshow 6: 13 december
| Artiest             | Lieden                                      |
| ------------------- | ------------------------------------------- |
| Mathias Vergels     | Verdronken vlinder She moves in her own way |
| Nasrien Cnops       | Just a girl Grenade                         |
| Tim Van Steenbergen | Human Zij gelooft in mij                    |

### Liveshow 7: 14 december
Sofie, Lesley-Ann, Wouter en Veerle vielen in de vorige ronde af, maar de kijkers thuis konden stemmen voor hun favoriet. Dit was Sofie daarom kwam ze terug in de wedstrijd.
| Artiest      | Lieden                                |
| ------------ | ------------------------------------- |
| Bert Verbeke | Ik ga dood aan jou Grace Kelly        |
| Sien Wynants | Sing it back I can't make you love me |
| Sofie Dumont | Follow rivers Don't get me wrong      |

### Liveshow 8: 15 december
| Artiest           | Lied                          |
| ----------------- | ----------------------------- |
| Ben Roelants      | Pompeii                       |
| Hanne Troonbeeckx | Against all odds              |
| Sien Wynants      | Poolijs                       |
| Mathias Vergels   | Another love                  |
| Nasrien Cnops     | Pokerface                     |
| Bert Verbeke      | Were the streets have no name |

### Liveshow 9: 16 december
| Artiest           | Lied                 |
| ----------------- | -------------------- |
| Ben Roelants      | Beyond the sea       |
| Bert Verbeke      | Wonderwall           |
| Hanne Troonbeeckx | You can't hurry love |
| Mathias Vergels   | Tous les mêmes       |
| Nasrien Cnops     | Sway                 |

### Liveshow 10: 17 december
| Artiest         | Lied         |
| --------------- | ------------ |
| Bert Verbeke    | Rags' & run' |
| Mathias Vergels | Imagine      |
| Nasrien Cnops   | Treasure     |
| Ben Roelants    | No diggity   |

### Halve finale: 18 december
| Artiest         | Lieden                                       |
| --------------- | -------------------------------------------- |
| Bert Verbeke    | Voir un ami pleurer I want to hold your hand |
| Nasrien Cnops   | Wrecking ball Onderweg                       |
| Mathias Vergels | No one knows I will wait                     |

### Finale: 19 december
| Artiest       | Lieden                       |
| ------------- | ---------------------------- |
| Bert Verbeke  | Yellow Get lucky             |
| Nasrien Cnops | Just a girl Fire to the rain |

## Eindstand
| Plaats | Artiest             | Goede doel            |
| ------ | ------------------- | --------------------- |
| 1      | Bert Verbeke        | ZiekenhuisClowns      |
| 2      | Nasrien Cnops       | MUCO                  |
| 3      | Mathias Vergels     | Chez Nous - Bij Ons   |
| 4      | Ben Roelants        | Pink Ribbon           |
| 5      | Hanne Troonbeeckx   | Een hart voor Limburg |
| 6      | Sien Wynants        | Oxfam wereldwinkels   |
| 7      | Gunther Lamoot      | Mobile School         |
| 7      | Tim Van Steenbergen | Vélo Afrique          |
| 7      | Sofie Dumont        | SOS Kinderdorpen      |
| 10     | Lesley-Ann Poppe    | Make-a-Wish           |
| 10     | Wouter Van Besien   | 11.11.11              |
| 10     | Veerle Malschaert   | BOS+                  |